# Мо Кэ
Мо Кэ (кит. упр. 莫科, пиньинь Mò Kē, род. 8 сентября 1982 года) — китайский профессиональный баскетболист, в настоящее время выступающий за клуб Китайской баскетбольной ассоциации «Баи Рокетс». В 2004 году пробовал выставить свою кандидатуру на драфт Национальной баскетбольной ассоциации, однако не был выбран.

## Карьера
Отец Мо - Мо Ляньгуй также занимался в юности баскетболом. Сам Мо начал заниматься баскетболом с 5 лет. В 1995 году был зачислен в состав молодёжной команды Шэньяна. В 1999 году в возрасте 17 лет он был включен в состав юношеской сборной для выступлений на кубке мира. Так как Яо Мин в этот период уже выступал за первую сборную КНР по баскетболу, Мо с ростом 208 см стал основным центровым.  
Окончил Пекинский университет физической культуры. 
Дебют игрока состоялся в сезоне 2000-01 годов в составе команды Китайской баскетбольной ассоциации «Баи Рокетс», в 2004 году после неудачи в НБА вернулся на родину и вновь начал выступать за прежнюю команду. 
В составе сборной выступал на Летней Олимпиаде 2004 года, где его команда заняла восьмое место. Также представлял КНР на Чемпионате мира по баскетболу в 2006 году.

## Личная жизнь
9 сентября 2009 года Мо женился на баскетболистке Ван Фань, которая выступала за клуб «Баи Чайна Юником» в Женской баскетбольной ассоциации Китая (WCBA).
24 января 2010 года его жене неожиданно стало плохо во время тренировки и она потеряла сознание. Её отправили в Пекинский госпиталь №309, где врачи диагностировали у неё тромбоэмболию лёгких. После этого Ван Фань не приходила в сознание и 15 февраля 2010 года умерла в возрасте 24 лет.
Заявленная дата рождения баскетболиста - 8 сентября, однако в действительности он родился 29 сентября, что подкреплено документально .

## Рекорды
- очки: 43 в гостевом матче против «Шанхай Шаркс», сезон 2005-06